# Contador web

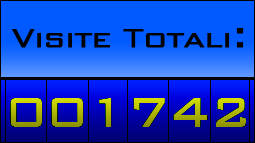
Ejemplo de un contador web

Un contador web es un programa informático que indica el número de visitantes que una determinada página web ha recibido. Una vez configurado, estos contadores se incrementarán uno a uno tras cada visita a la página web.
El número de visitas se muestra habitualmente mediante una imagen digital o en texto plano. Las imágenes de estos contadores pueden mostrarse con una amplia variedad de fuentes o estilos. Un ejemplo clásico sería mostrarlo como si se tratara de un cuentakilómetros. El contador se acompaña a menudo de la fecha en la que fue configurado o puesto a cero por última vez.
Los contadores web no son necesariamente confiables. Un webmaster podría configurarlo para comenzar en cualquier gran número, dando la impresión de que su sitio es más popular de lo que es en realidad.
Algunos sitios web se han dado a conocer por ofrecer premios al visitante que suponga un número de visitas determinado. Estos eventos son más populares en sitios japoneses y se conocen como kiriban.
Los contadores web fueron populares en los años 1990, pero posteriormente han sido sustituidos por otras tecnologías de medición de tráfico web, como scripts alojados en el propio sitio, tales como Analog, y posteriormente sistemas remotos que emplean JavaScript, como Google Analytics. De esta manera, ver un contador web en un sitio moderno está considerado como un ejemplo de retrocomputación en Internet. A continuación se enumeran algunas de las razones de esta pérdida de popularidad de los contadores web:
- Las tecnologías modernas proporcionan al webmaster mucha más información que un simple número que se va incrementando de forma indefinida.
- Como elementos de estilo, ya no se asocia con la impresión de diseño web profesional, algunas personas consideran los contadores como una característica muy "superficial" y se encuentra mucho en sitios web personales.
- El número de visitantes de un sitio puede querer ocultarse por cuestiones de marketing.
- Un número demasiado pequeño podría indicar una carencia de popularidad de la página. Eliminando los contadores se mejora la imagen de la misma.
- La mayoría de los contadores no discriminan las visitas únicas de las de una misma IP.

A pesar de esto, muchas compañías continúan ofreciendo servicios de contadores gratuitos.
- Datos: Q830743